# Ouragan Odile
L'ouragan Odile est à ce jour le cyclone le plus violent à avoir touché la péninsule de Basse-Californie à l'ère des satellites. Il fait jeu égal avec le cyclone Olivia en 1967.
Il est le cyclonique qui a produit le plus de dommages au cours de la Saison cyclonique 2014 dans le nord-est de l'océan Pacifique. Il est la 16e tempête tropicale, le 11e ouragan et le 8e ouragan majeur de ladite saison.

## Évolution météorologique
Le 7 septembre, le National Hurricane Center a commencé à surveiller un système convectif sans organisation particulière associé à une dépression localisée plusieurs centaines de kilomètres au sud de la côte mexicaine.
La perturbation devint progressivement organisée sous l'influence d'un
cisaillement de vent de nord-est. Elle fut déclarée dépression tropicale à
09.00 UTC le 10 septembre.
Six heures plus tard, la dépression tropicale fut renommée tempête tropicale
Odile.
Le 13 septembre, la tempête était
suffisamment développée pour qu'elle soit renommée ouragan de catégorie 1.
En soirée, le cyclone se creusa et devint un ouragan de catégorie 2.
Le cyclone Odile fut 6 heures plus tard requalifié en ouragan de catégorie 4
avec des bourrasques atteignant 220 km/h et un creux barométrique de
922 hPa.
Après avoir atteint son intensité maximale, le cyclone commença à s'affaiblir à la suite du cycle de remplacement du mur de l'œil et après avoir pénétré dans le sillage de l'ouragan Norbert. À 04.45 UTC, le cyclone frappa la pointe sud de la péninsule de Basse Californie à Cabo San Lucas avec des vents de 200 km/h et une pression de 930 hPa. En termes de record de vents, le cyclone Odile fait jeu égal  l'ouragan Olivia (1967) qui fut l'ouragan le plus violent touchant la Basse Californie. Le cyclone Odile est le cyclone ayant engendré le plus fort creux barométrique en Basse Californie.
L'ouragan Odile longea la péninsule de Basse Californie et s'affaiblit progressivement pour redevenir une tempête tropicale nonobstant sa trajectoire au-dessus des montagnes de Basse Californie. Le cyclone bifurqua vers le nord-est traversa le nord du golfe de Californie pour toucher le nord du Mexique et l'Arizona. La tempête ne se ré-intensifia point au-dessus du golfe de Californie dont la température de l'eau était pourtant à 31-32 ⁰C à cause d'un cisaillement modéré des vents et de la proximité des côtes. Lorsque la tempête toucha la côte mexicaine proprement dite, les vents n'étaient plus que de 60 km/h. Le cyclone tropical Odile se transforma alors en dépression extratropicale et se déplaça en direction du Texas. Pendant les 2 jours suivants, la perturbation continuait à s'affaiblir tout en provoquant des inondations en Arizona, au Nouveau-Mexique, au Sonora, au Chihuahua et finalement au Texas et au Nuevo León. Le 19 septembre, le National Hurricane Center déclara que le cyclone s'était « dissipé » juste à l'est de la partie sud de la frontière entre l'Arizona et le Nouveau Mexique. Malgré tout, les restes du cyclone continuaient à dériver vers l'est et déclenchaient des orages provoquant des inondations au Nouveau Mexique, Texas, Chihuahua et Nuevo León!

## Mesures préventives
Peu après la formation du cyclone, une alerte « jaune » fut émise pour l'ouest du Michoacán, tandis qu'une alerte « verte » couvrait le reste de l'état, Colima, et Jalisco.
Une alerte « bleue » fut émise pour Nayarit,
Oaxaca de Juárez, et Guerrero.
Quand l'ouragan bifurqua brutalement vers le Mexique, la péninsule de Basse-Californie était en état d'alerte maximale
« rouge ».
L'état d'urgence fut déclaré le 14 septembre à La Paz, Los Cabos, Comondú,
Loreto et
Mulegé.
À Cabo San Lucas, 2 100 hommes avaient été réquisitionnés pour commencer les évacuations . À La Paz les écoles ainsi que l'aéroport avaient été fermés,. À travers la péninsule, 164 refuges avaient été ouverts,
pouvant recevoir 30 000 personnes.
Cependant, seulement 3500 personnes ont utilisé ces refuges.
Lorsque le cyclone atteignit les côtes, les hôtels étaient occupés à 46 % ce qui correspond à 30 000 touristes, 26 000 d'entre eux étant des étrangers.
Les ports de La
Paz, Los Cabos, San José del Cabo, et Loreto avaient été fermés. Par ailleurs, 214 personnes avaient été évacuées dans des refuges à Sinaloa. De plus, la majeure partie du sud du Sonora avait été placée en alerte « jaune » tandis qu'une alerte « verte » couvrait la partie centrale de l'état.
Le 15 septembre l'alerte « jaune » fut élevée au niveau « rouge » tandis que les écoles furent fermées dans 34
communes. Après l'entrée du cyclone dans le golfe de Californie une alerte « rouge » fut émise à Hermosillo.

## Impact

### Mexique

L'ouragan Odile touche la côte à Cabo San Lucas (Mexique)

Le cyclone provoqua des pluies diluviennes à Oaxaca de Juárez engendrant des inondations. Il est à l'origine de la mort de 2 personnes : un enfant de 9 ans a été emporté par une rivière et un employé a été foudroyé.
À la suite de la combinaison d'une onde de tempête et d'une forte houle, 69 bâtiments ont été endommagés à Acapulco dont 18 restaurants. La promenade de bord de mer a été aussi endommagée.
Le long des plages de Nayarit and Colima, seuls de dommages légers ont été répertoriés.
Sur la plage de Puerto Vallarta, 2 personnes ont été emportées par des grosses vagues
Après son arrivée sur la Basse-Californie en tant qu'ouragan de catégorie 3, le cyclone Odile a provoqué des dégâts importants. De nombreux arbres et poteaux électriques furent abattus bloquant de nombreuses routes.
Au moins 239 000 personnes avaient été privées d'électricité en Basse-Californie du Sud, ce qui correspond à 92 % de la population de l'état.
Tous les vols de et vers la péninsule furent annulés. À Los Cabos uniquement, 3 000 à 4 000 personnes étaient restées bloquées à cause de l'annulation de 44 vols. À travers la péninsule un total de 30 000 vacanciers étaient restés bloqués.
Parmi ces personnes bloquées, 26000 étaient des étrangers principalement de nationalités américaine, canadienne et britannique. Elles furent évacuées vers des refuges. Le 16 septembre de nombreux touristes furent évacués par voie aérienne vers des aéroports à proximité comme Tijuana, Mazatlán, Guadalajara, et Mexico,
bien qu'une personne périt au cours du vol d'évacuation d'une crise cardiaque provoquée par le stress.
Les autorités estimèrent que la réouverture complète de l'aéroport de Los Cabos prendrait 10 jours.
Par la suite des pillages ont été signalés et la loi martiale fut déclarée.
En mer, 8 pêcheurs furent secourus.
À Cabo San Lucas, de nombreux arbres et poteaux électriques avaient été abattus
et 135 personnes ont été blessées. La ville de San José del Cabo avait été sévèrement endommagée par l'ouragan. L'approvisionnement en eau potable et les télécommunications avaient été coupés.
Dans le port de La Paz, 22 bateaux ont été endommagés. 4 autres bateaux avaient été initialement signalés comme disparus en mer.
5 personnes ont été directement tuées par le cyclone dont un homme de 62 ans tentant de traverser une rivière en crue et un homme frappé par une crise cardiaque à
La Paz.
Au total 11 000 personnes avaient été évacuées à cause d'inondations.
Un total de 2180 poteaux électriques avaient été renversés dont 800 dans la région de Los Cabos.
Les assurances auront dû couvrir 12 milliards de pesos (600 millions d'euros) de dégâts.
À l'est de la péninsule dans la région de Bahía de los Ángeles 90 familles avaient perdu leurs foyers à la suite d'une montée des eaux de 1 m.
À la suite de cette catastrophe, 500 hommes furent affectés à la livraison de vivres aux victimes.
L'unique route accédant à ce pueblo avait été détruite par le cyclone.
Après avoir traversé le golfe de Californie, le cyclone provoqua des pluies diluviennes au nord-est du Mexique. À Monterrey, 4 personnes ont été tuées dont 3 personnes dans une voiture tentant de traverser une rivière en crue. Deux enfants ont aussi
disparu.

### États-Unis
Les restes du cyclone Odile ont touché le centre et l'est du comté de San Diego. Ils sont à l'origine des orages d'intensité exceptionnelle pour la région  qui ont engendré des vents violents. Ces rafales ont déraciné des arbres, cassé des branches et coupé des lignes électriques. Plusieurs voitures furent détruites à la suite de chutes d'objets et un avion a été retourné à l'aérodrome de Montgomery,.
Comme il a été vu plus haut, le cyclone Odile a provoqué des inondations et Nouveau Mexique et au Texas. Ainsi, un adjoint de shériff a été tué au Texas et un employé dans travaillant dans un champ pétrolifère au Nouveau Mexique a aussi été tué.